# Nebenbetonungszeichen
Das Nebenbetonungszeichen (ˌ) des Internationalen Phonetischen Alphabets (IPA) zeigt an, dass die nachfolgende Silbe die sekundäre Betonung (Nebenbetonung) trägt.
Seine IPA-Nummer ist 502, die Unicode Standard-Nummer (UCS) lautet U+02CC.

## Verwechslung
Mit dem Komma (,) darf das Zeichen nicht verwechselt werden. Es darf ebenfalls nicht mit U+0329 verwechselt werden.
Beispiele für seine Verwendung sind die Wörter:
- dt. Wasserpfeife [ˈvasɐˌpfaɪfə]
- engl. influenza (Grippe) [ˌɪnfluˈɛnzə]
- frz. ignorance (Unwissenheit) [ˌiɲɔˈʀɑ̃s]